# CXCR7
CXCR7 (kurz für CXC-Motiv-Chemokinrezeptor 7) ist ein Rezeptorprotein aus der Familie der Chemokinrezeptoren, das auf der Zellmembran verschiedener Zellen des blutbildenden Systems, wie beispielsweise Monozyten, basophilen Granulozyten und B-Lymphozyten vorkommt. Obwohl er phylogenetisch und strukturell auf Grund seiner sieben die Zellmembran durchspannenden Helices den G-Protein-gekoppelten Rezeptor zugeordnet werden kann, ist er nicht direkt zur Signalweiterleitung über G-Proteine befähigt. Eine Aktivierung des Rezeptors durch die Chemokine CXCL11 und CXCL12 wird mit dem Wachstum und der Metastasierung verschiedener Tumoren in Verbindung gebracht.

## Vorkommen
Innerhalb des blutbildenden Systems kann CXCR7 insbesondere auf Monozyten, basophilen Granulozyten und B-Lymphozyten nachgewiesen werden. Unterschiedliche Expressionsraten können auf verschiedenen Populationen dendritischer Zellen und T-Lymphozyten detektiert werden. Auch Laborzelllinien, wie CHO-Zellen und HEK293-Zellen exprimieren CXCR7.

## Biochemie

### Struktur
CXCR7 ist ein Transmembranprotein aus der Gruppe der G-Protein-gekoppelten Rezeptoren, das durch ein Gen auf dem Chromosom 2 Genlocus q37 codiert wird. Das Gen befindet sich in einem Cluster des Chromosoms 2, in dem sich auch die Gene anderer Chemokinrezeptoren, wie CXCR1, CXCR2 und CXCR4, befinden. In seiner Aminosäuresequenz ist CXCR7 mit diesen Rezeptoren verwandt und zeigt eine über 40%ige Sequenzübereinstimmung mit CXCR2. Eine für G-Protein-gekoppelte Rezeptoren charakteristische heptahelikale Struktur wird angenommen.

### Rezeptoraktivierung und Signaltransduktion
CXCR7 ist ein G-Protein-gekoppelter Rezeptor, an den selektiv die Chemokine CXCL11 und CXCL12 als endogene Liganden binden. Als Folge der Ligandenbindung kann keine direkte Aktivierung von G-Proteinen beobachtet werden. Daher wird CXCR7 ähnlich der Chemokinrezeptoren DARC und D6 als Fänger für Chemokine angesehen. Ungeachtet dessen konnte in einigen Modellsystemen eine CXCR7-vermittelte Induzierung von Zelladhäsion und Chemotaxis beobachtet werden. Diese Effekte werden mit einer Aktivierung alternativer Signaltransduktionswege unter Beteiligung von β-Arrestin und der Proteinkinase B in Verbindung gebracht. Zusätzlich konnte eine Modulierung von Signaltransduktionswegen durch Interaktion mit dem Chemokinrezeptor CXCR4 gezeigt werden.

## Funktion
Die physiologische Rolle von CXCR7 im Organismus wird kontrovers diskutiert. Dank der fehlenden Aktivierung klassischer Signaltransduktionswege G-Protein-gekoppelter Rezeptoren wird eine Funktion als Chemokin-Fänger oder Chemokin-Speicher vermutet. Ungeachtet dessen ist CXCR7 bei der Organogenese beteiligt.
Die Expression von CXCR7 auf Tumorzellen deuten auf eine mögliche Bedeutung des Rezeptors bei der Tumorigenese. In tierexperimentelle Untersuchungen konnte eine Förderung des Tumorwachstums und der Metastasierung nachgewiesen werden. Wie andere Chemokinrezeptoren, wie insbesondere CCR5 und CXCR4, kann CXCR7 für einige HIV-Stämme neben CD4 als Co-Rezeptor für das Eindringen in die Zelle dienen.